# Монтгомери, Мельба
Мельба Монтгомери (англ. Melba Montgomery, 14 октября 1938, Айрон-Сити, Теннесси — 15 января 2025, Нашвилл) — американская певица и автор песен.

## Биография
Выросшая в семье музыкантов, Мельба Монтгомери подписала контракт со звукозаписывающей компанией United Artists Records в 1962 году при помощи Роя Экаффа. В 1960-х годах она добилась успеха, выступая дуэтом с Джорджем Джонсом, Джином Питни и Чарли Лувеном: с первым она записала альбом What’s in Our Heart, который занял 3-е место в рейтинге лучших кантри-альбомов по версии Billboard. В 1973 году Монтгомери подписала контракт с Elektra Records, что дало толчок её сольной карьере. Она продолжала записывать успешные альбомы и синглы, наиболее известным из которых был No Charge, который достиг первого места в американских чартах и 39-го места в Billboard Hot 100.
В последующие десятилетия она сосредоточилась на написании песен, писала для Джорджа Стрейта, Рибы Макинтайр, Рэнди Трэвиса, Джорджа Джонса, Патти Лавлесс, Трэвиса Тритта, Трейси Берда, Терри Кларк, Джона Прайна, Джима Лодердейла, Сары Эванс, Эдди Арнольда, Конни Смит, Леона Рассела, JD Souther и Ронды Винсент.

### Личная жизнь и смерть

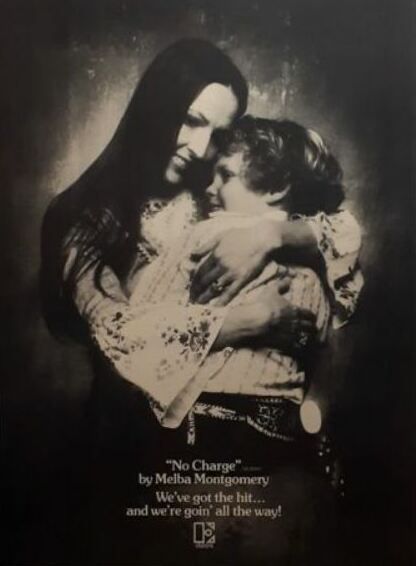
Реклама фирменной записи Монтгомери 1974 года «No Charge»

Монтгомери вышла замуж за музыканта Джека Соломона в 1968 году. Сначала Соломон выступал в гастрольной группе Джорджа Джонса под названием The Jones Boys, а затем стал сессионным музыкантом в Нэшвилле. В 2014 году Соломон умер в возрасте 71 года. В последние годы жизни Монтгомери боролась с деменцией и умерла в доме престарелых в Нэшвилле 15 января 2025 года в возрасте 86 лет.